# Eric Lenge
Eric Lenge (nascido em 1971) é um militar quinxassa-congolês. Teve a patente de major das Forças Armadas da República Democrática do Congo, especificamente no Grupo Especial de Segurança Presidencial. Liderou um golpe de Estado fracassado contra o governo de Joseph Kabila na República Democrática do Congo. 

## Carreira
Era um motorista e comerciante de combustíveis em Catanga quando as forças militares lideradas por Laurent Kabila tomaram Lubumbashi. Imediatamente decidiu se juntar ao movimento, a Aliança das Forças Democráticas para a Libertação do Congo (AFDL), que chegou ao poder em Quinxassa em maio de 1997. Posteriormente Lenge fez carreira como guarda-costas de John Numbi sendo integrado diretamente na patente de capitão pelo mesmo.
Ele alcançou o posto de Major no Grupo Especial de Segurança Presidencial, o ramo das forças armadas congolesas encarregado da segurança presidencial, tornado-se próximo do presidente Joseph Kabila.
A intentona golpista de 11 de junho de 2004 começou com um apagão de energia antes dos amotinados assumirem o controle da rádio estatal congolesa e Eric Lenge anunciar que pretendiam "neutralizar" o Governo de Transição sob liderança de Joseph Kabila.
As forças rebeldes lutaram contra as forças leais a Kabila no palácio presidencial, com os lealistas logo ganhando vantagem. Grupos da oposição ao governo acreditaram que o incidente foi um estratagema para consolidar Joseph Kabila no poder. Lenge fugiu da capital com outras 21 pessoas em direção à província do Baixo Congo. Até meados de 2004, ele não havia sido capturado. 
No primeiro semestre de 2006, uma série de cartas supostamente do Major Eric Lenge foram enviadas a grupos de comunicação social quinxassa-congoleses, todas ridicularizando o regime do Presidente Joseph Kabila, contestando a sua cidadania, a sua filiação a Laurent Kabila e o fato de ser solteiro.